# NetPositive
NetPositive, manchmal auch Net+ genannt, ist der in BeOS enthaltene Browser. Das Programm hat eher spartanische Darstellungsfähigkeiten, so unterstützt es zwar HTML 4.0 und Teile von JavaScript, aber weder Java noch Stylesheets oder Frames.
Die letzte offizielle Version vor dem Aufkauf der Be Incorporated durch Palm war 2.2.1, aber es existiert auch eine 3.0d3 genannte Beta-Version und eine geleakte Version 2.2.2, bei der die RSA-Verschlüsselungs-Engine durch OpenSSL ersetzt wurde. Möglicherweise wollte Be den Quellcode von kommerziellen Bestandteilen befreien, um eine beabsichtigte Veröffentlichung als Open Source zu ermöglichen, wie z. B. beim OpenTracker-Projekt, das den Quellcode des BeOS-Dateimanagers Tracker unter einer minimal modifizierten BSD-Lizenz veröffentlichte.
Die kompilierte Version von NetPositive mit allen Verschlüsselungsbibliotheken und den nicht im Betriebssystem enthaltenen Tools, wie HTTP- oder FTP-Programmmodulen, hat unkomprimiert eine Größe zwischen 1,4 und 1,7 MB, abhängig von der gewählten (oder verfügbaren) Verschlüsselungsstärke.
NetPositive kann unter Verwendung der dazu im Betriebssystem vorgesehenen Mechanismen in andere Anwendungen, die Benutzeroberfläche oder das Betriebssystem selbst eingebettet werden. Als Microsoft den Active Desktop in Windows veröffentlicht hat, wurde das als großer Fortschritt angepriesen. Be hat dann später für sich beansprucht, diese Funktionalität des Internet Explorers in Windows mit NetPositive in "neun Zeilen Code" nachgebildet zu haben.
NetPositive blieb weiterhin der Standardbrowser des Betriebssystems ZETA, z. B. zum Öffnen von Dateien, trotz der noch unvollständigen Realisierung der Betriebssystemschnittstellen des Mozilla Firefox für das BeOS. Dann wurde aber schließlich die Verwendung von Firefox anstelle von NetPositive für Zeta angekündigt.

## Alternativen
Ursprünglich war NetPositive der einzige Browser für BeOS. Nachdem BeOS jedoch an Popularität gewann, portierte die Firma Opera Software ihren Browser Opera ebenfalls auf BeOS. Ebenso wurden Open-Source-Browser wie Mozilla (BeZilla) und Lynx nach BeOS portiert. Und mit Net++ (unter Verwendung der Gecko-Engine) und Themis entstanden sogar zwei NetPositive-Klone.

## Fehlermeldungen
NetPositive gab Fehlermeldungen in Form eines Haiku, einer japanischen Gedichtform aus. Hieraus erschließt sich auch der jetzige Name des Open-Source Nachfolgers von BeOS, Haiku.
Beispiele:
These three are certain:
Death, taxes, and site not found.
You, victim of one.
With searching comes loss
And the presence of absence:
The site is not found.
The web site you seek
Lies beyond our perception
But others await.